# 2,5-二甲基噻吩
2,5-二甲基噻吩是一种有机硫化合物，结构简式(CH3)2C4H2S，常温常压下为无色液体，可由2,5-己二酮合成。它和六氟锑酸银、碘甲烷在1,2-二氯乙烷中反应，可以得到六氟锑酸-1,2,5-三甲基噻吩鎓盐。